# 易涞战役
易涞战役是中国抗日战争中中日双方的一场战役。
1938年3月中旬，日军为打通易县到涞源县间公路发起战役，经历大小战斗40余次，以失败告终。